# María de los Ángeles Medrano
María de los Ángeles Medrano (Buenos Aires, 1 de julio de 1955) es una actriz argentina, reconocida principalmente como protagonista de telenovelas.

## Biografía
Su padre era fabricante de hebillas para el cabello.
Tiene varios hermanos y hermanas actores (Stella Maris, Víctor, María del Carmen y Miguel Ángel Medrano).
A mediados de los años 1960 apareció en publicidades de Mantecol (un producto de la empresa Georgalos), y de chocolate Georgalos en la revista Anteojito.
En 1969, a los 14 años, comenzó a trabajar en telenovelas cuando el propietario de Canal 9, Alejandro Romay, la contrató después de haberla visto en un comercial de salchichas.

Su primer éxito fue Carmiña (1972), junto a Arturo Puig, la cual le valió fama internacional. En 1974 ―a los 19 años― interpretó a la maestra en Jacinta Pichimahuida, la maestra que no se olvida (fue la tercera versión de la maestra, siendo las anteriores Evangelina Salazar y Silvia Mores).
En abril de 1975, Medrano volvió al personaje de la maestra en la segunda temporada de Jacinta Pichimahuida, que se subtitulaba «Séptimo grado». No gustó tanto como el año anterior y el ciclo terminó en diciembre de 1975. En 1976, Medrano sería parte del elenco de la telenovela Paulina Morales, donde encarno a la malvada Mariela Salvatierra, personaje que haría una vida infelíz a la protagonista, siendo este papel como su primer rol antagónico.
Medrano estaba embarazada de casi siete meses, por lo que debía ser enfocada solo del pecho hacia arriba.
A pesar de que fue reemplazada en las siguientes versiones de Jacinta Pichimahuida en televisión, continuó representando a la maestra en las fotonovelas del programa.
Cuando nació su hija, Medrano anunció que se retiraba. Pero en 1979 la convocaron para reemplazar a Gabriela Gili en la segunda temporada de Un mundo de veinte asientos, con Claudio Levrino
.
Su personaje se llamaba Carolina Dulce Piñeyro, pero no tuvo éxito, ya que en la primera temporada había tenido mucho éxito Gili-Levrino.
En 1980 trabajó en Herencia de amor (1980), y Mi nombre es Lara (1983). En 1984, la crisis económica que atravesaba su familia la llevó a abandonar Argentina y vivir un tiempo en España, donde posiblemente trabajó en teatro. También se estableció un tiempo en Los Ángeles (California).
Tras diez años en el exterior, regresó a Argentina y trabajó en la telenovela Casi todo, casi nada (1993), junto a Georgina Barbarossa y Jorge Marrale. Años después interpretó a una periodista en Ricos y famosos (1997), con Natalia Oreiro.

## Filmografía[9][10]

### Cine[11]
- 1969: ¡Viva la vida!
- 1969: Invasión, no acreditada.
- 1971: Aquellos años locos.
- 1971: La gran ruta, como Betiana.

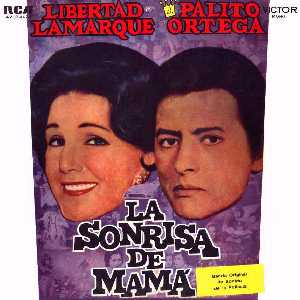
Cartelera de La sonrisa de mamá.

- 1972: La sonrisa de mamá (de Abel Santa Cruz), como Carmencita; con Libertad Lamarque y Palito Ortega
- 1973: Me gusta esa chica, coprotagonizada por Arturo Puig; con Evangelina Salazar y Palito Ortega.
- 1973: Adiós Alejandra, como Andrea; con Ángel Magaña, Amelia Bence, Ubaldo Martínez, el cantante Raúl Padovani y Alejandra Rodrigo (actualmente esposa de Padovani)[4]
- 1975: Carmiña (Su historia de amor), como Carmiña.
- 1977: Jacinta Pichimahuida se enamora, como Jacinta Pichimahuida.
- 1979: Alejandra, mon amour / Operación comando / Contacto en Argentina, como Susana Susan Pérez.

### Televisión[11]
- 1969: Nuestra galleguita (por Canal 9), como Fernanda.
- 1970: Los parientes de la Galleguita (por Canal 9), como Fernanda.
- 1970: Alta comedia, episodio «Pablo y Virginia» (por Canal 9); con Antonio Grimau.[4]
- 1970: Alta comedia, episodio «La familia Manso» (por Canal 9).
- 1970: Alta comedia, episodio «Ida y vuelta» (por Canal 9).
- 1970: Alta comedia, episodio «El sombrero de tres copas» (por Canal 9).
- 1970: Alta comedia, episodio «Nostradamus» (por Canal 9).
- 1970/1972: Historias de mamá y papá (por Canal 9), como Clotilde.
- 1971: La luna sobre el circo (por Canal 9).
- 1971: Juguemos al amor (por Canal 9).
- 1971: La familia duerme en casa, como la mucama protagonista que se enamora del niño «bien» Norberto Suárez, con Andrea del Boca (Nicolasa), Pablo Alarcón, Iris Láinez, Eduardo Rudy y Raúl Taibo.

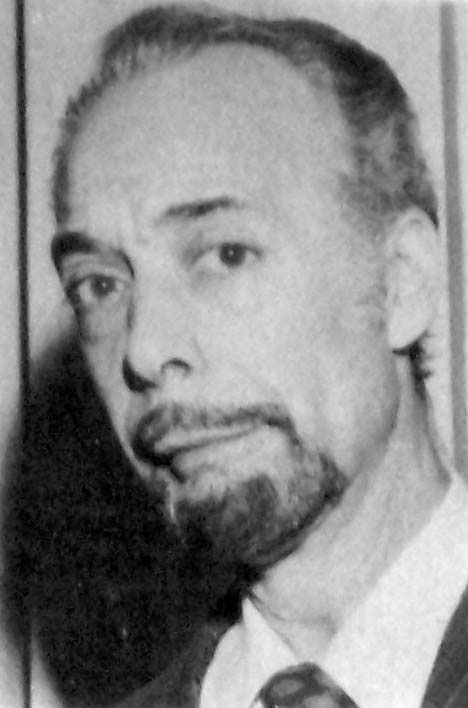
Narciso Ibáñez Menta (1912-2004).

- 1971: Narciso Ibáñez Menta presenta, episodio «El abuelo» (película de televisión por Canal 9); con Narciso Ibáñez Menta y China Zorrilla.[4]
- 1971: Alta comedia, episodio «Esperando la carroza» (por Canal 9).
- 1971: Alta comedia, episodio «Mi hijo debe nacer» (por Canal 9).
- 1971: Alta comedia, episodio «Ocho mujeres» (por Canal 9).
- 1971: Alta comedia, episodio «Fedra» (por Canal 9).
- 1971: Alta comedia, episodio «El ángel desnudo» (por Canal 9).
- 1971: Alta comedia, episodio «¿Quién mató al abuelo?» (por Canal 9).
- 1971: Alta comedia, episodio «Recuerdo a mamá» (por Canal 9), adaptación de la obra teatral del dramaturgo británico John Van Druten (1901-1957); con Soledad Silveyra, Iris Láinez, Ignacio Quirós, Andrea del Boca y Pepe Soriano.[4]
- 1971: Alta comedia, episodio «Un solo verano de amor» (por Canal 9).
- 1971: Alta comedia, episodio «El tobogán" (por Canal 9), como Sonia.
- 1971: Alta comedia, episodio «Cumbres borrascosas» (por Canal 9), adaptación de la novela de Emily Brontë; como Cathy (la protagonista); con Arturo Puig como Heathcliff.[4]
- 1971: Alta comedia, episodio «Muerte civil" (por Canal 9), como Emma.
- 1972: Alta comedia, episodio «Tierra abajo» (por Canal 9).
- 1972: Alta comedia, episodio «La araña madre» (por Canal 9).
- 1972: Alta comedia, episodio «La sombra de una infamia» (por Canal 9).
- 1972: Alta comedia, episodio «¿Quién mató a María Raquel?» (por Canal 9).
- 1972/1973: Carmiña (serie de televisión por Canal 9), como Carmiña, la mucama protagonista que se enamora del niño «bien» Arturo Puig.
- 1973: Alta comedia, episodio «El castillo del odio» (por Canal 9).
- 1973: Alta comedia, episodio «Marianela" (por Canal 9), adaptación de la novela homónima de Benito Pérez Galdós, como Marianela; con Antonio Grimau y Elena Sedova.[4]
- 1974: Jacinta Pichimahuida, la maestra que no se olvida (serie de televisión), como Jacinta Pichimahuida.
- 1975: Jacinta Pichimahuida, séptimo grado (serie de televisión), como Jacinta Pichimahuida. En diciembre ella estaba embarazada de siete meses de su hija.
- 1975: Teatro como en el teatro (por Canal 9).
- 1975: Valentina (serie de televisión), como Carmiña.
- 1976: Paulina Morales (telenovela, por Canal 7), como Mariela Salvatierra.
- 1979: Un mundo de veinte asientos (por Canal 9), como Carolina Dulce Piñeyro.
- 1981: Eugenia (serie de televisión), como Eugenia (la protagonista).
- 1981: Herencia de amor (serie de televisión, por ATC), como Natalia.
- 1983: Mi nombre es Lara (telenovela, por Canal 9), como Lara; con Mario Pasik.[7]
- 1983: La madrastra (telenovela, por ATC), como Antonella Santos de Morales-Ojeda; con Enrique Pinti.
- 1993: Casi todo, casi nada (telenovela, por Canal 13).
- 1997: Ricos y famosos (por Canal 9), como Paula Montes.

### Teatro[11]
- 1972: Carmiña, como Carmiña.
- 1973/1974: Pero de noche... ¡es mejor!
- 1973/1974: La esposa es una costumbre.
- 1975: Jacinta Pichimahuida (en Buenos Aires y gira por el interior argentino).
- 1994: La muerte y la doncella, del escritor argentino-chileno Ariel Dorfman; interpretó a una mujer que fue torturada durante la dictadura chilena y que un día reconoce a su torturador por la voz.[2][4]
- 2001: Hacer las cosas bien.

## Vida privada
En 1974 se casó con el productor de televisión Roberto Franco a quien había conocido durante una boda de amigos un año antes
Tuvieron tres hijos.
Con él se mudó a Barcelona (España) y más tarde Los Ángeles (Estados Unidos). Regresó a Argentina en 1992.
Después de la temporada en la telenovela Ricos y famosos (1997) se separó de su esposo. Acusó a Graciela Borges (1941-) de ser la causa de su separación. Tuvo un intento de suicidio.
En 2001 ―en la peor crisis de la Historia argentina― volvió a irse al exterior.
En la actualidad vive en Barcelona (España).